# Társadalomelméleti Kollégium
A Társadalomelméleti Kollégium (röviden: TEK) a Budapesti Corvinus Egyetem egyik szakkollégiuma. 1985 óta periodikusan megjelenő folyóirata a Fordulat.

## A TEK története
A Társadalomelméleti Kollégiumot 1981-ben alapították fiatal kutatók és egyetemisták. Tevékenysége két nagy szálra bontható: szakmai munkára és közösségi életre. Az előbbi viszonylag jól dokumentált, az utóbbi története viszont a kollektív emlékezet hiányosságai miatt szakadozott.

### 1981–90
Az államszocializmus évtizedeiben nem beszélhetünk civil társadalomról a szó mai értelemben. Az élet átpolitizáltsága kiterjedt az oktatás szférájára is, különösen a bizonyos értelemben káder-utánpótlást termelő Közgáz Egyetemre. Így nem lehet a TEK megalakulását sem pusztán az alapítók akaratából megérteni. Az első közgázos szakkollégium, a Rajk László Szakkollégium megalapításához hasonlóan figyelembe kell venni a korszak politikai és szellemi viszonyait.
A Társadalomelméleti Kollégiumban folyó munka egyik területe volt Marx Károly A tőke című könyvének újraolvasása. Ezt a művet a szovjet ideológia önmeghatározásának és bizonyos értelemben politikai legitimitásának forrásává emelte. A párt ideológusai kanonizálták a művet, a párt érdekeinek megfelelő értelmezéstől eltérő olvasatokat üldözték. Az értelmezési monopólium feladása ugyanis kikezdte volna a nómenklatúra hatalmát. Eközben mégis lehetett arra hivatkozni, hogy a könyv egy tudományos munka, az egyetemen tudományos kutatás folyik, tehát a könyv tanulmányozása nem ellentétes az államszocializmus érdekeivel. Ez a kettősség vezetett végül oda, hogy a 3T (tilt-tűr-támogat) elvén működő uralmi apparátus eltűrte az egyetemi nyári Tőke-táborokat. Ezek népszerűsége miatt döntöttek úgy a TEK alapítói, hogy létre kívánnak hozni egy olyan új szakkollégiumot, ahol elsősorban Marx munkássága nyomán gondolkodnak. A szándék megvalósításának apropóját a Közgáz Ráday utcai kollégiumának felújítása adta. Ebben az épületben volt a Ráday Klub, az ellenzéki-alternatív kultúra egyik budapesti központja. Egy korábbi rektor, Szabó Kálmán támogatása révén azután sikerült elérni a pártszervek jóváhagyását.
A kollégium szakmai irányvonalát már a kezdetektől fogva sokféleség jellemezte. Bár az első években szinte kizárólag Marx műveit olvasták a kollégisták, a szellemi pluralizmus miatt a gyakorlatban ez azt jelentette, hogy az egyik szemináriumon marxi nyelven fogalmaztak meg liberális gondolatokat, a másikon pedig marxi nyelven neosztálinista nézeteket. A hallgatók körében ezért gyakoriak voltak a viták.

### 1990–97
A rendszerváltás után nem volt szükség többet arra, hogy Marx mögé kelljen bújnia annak, aki szabadon szeretné tanulmányozni a társadalmat. Az állampárt ideológiájával megszűnt Marx hivatalos tekintélye is. A kiépülő kapitalizmussal párhuzamosan megjelent egy Marx-ellenes nézet a tudománypolitikában, amely nem tartotta Marxot relevánsnak.
A körülmények alakulása folytán ismét a mainstream társadalomtudományi gondolkodástól távol találta magát a TEK. Válaszképpen addig tiltott polgári tudományterületeket próbált bevonni tevékenységébe, de kereste a szellemi kapcsolatot a nyugati marxizmussal is.
1991-ben a kollégisták között szakításig menő vita kerekedett abból, hogy lehetővé tegyék-e a vezető tanárok számára az anyagi ellenszolgáltatást. Az idősebbek közül sokan voltak azon az állásponton, hogy a tudást nem szabad áruvá tenni, ám végül kisebbségben maradtak, és kiléptek a kollégiumból. 

### 1997 után
A gondolkodásbeli sokféleség még nagyobb lett. Közös tudományos program híján a kulturális termékek elsajátítása és a „kritikaiság” névvel illetett viszonyulás vált az irányzatok közötti összetartó erővé, ám az utóbbi mibenlétéről vita folyik (lásd alább).

## Filozófiai alapok

### Kritikaiság
A kritika eredetileg egy tudományos publikációs műforma volt; hosszabb tanulmányokra használták a kifejezést, mint például Kant A tiszta ész kritikája esetében. A kanti kriticizmus mint filozófiai irányzat később a felvilágosodás egyik meghatározó szellemi áramlata lett. A filozófiában azután a „kritika” szó újabb jelentéssel gazdagodott, amely a művészetelméletből jött. A német romantikában a műkritika a műtárgy megismerésének egyik módja volt a reflexió közegében, ahol a reflexió egy olyan magasabb szintű gondolkodás, mint például a gondolkodásról való gondolkodás. A reflexió révén nem csupán az adott műalkotásról, hanem a gondolkodásról is ismeretekhez jutunk, így az együtt jár az önmegismeréssel. A kritika célja mégsem pusztán az olvasók művelése, sem nem valamely műről szóló vélekedés kifejtése: önálló tevékenység, melynek a műalkotás ugyanúgy nem oka, miként a természeti jelenségek sem okai a kísérleteknek. A kritika feladata a mű beteljesítése. 
Hegel társadalomelméletében a kritika szintén egy megismerési mód, ám az egyén nemcsak a társadalmat és önmagát ismerheti meg jobban, hanem a kettő közötti kapcsolatot: tudatosíthatja saját társadalmi helyzetét. Marxnál mindez történeti kontextusba kerül: a társadalom létezése és a megismerő személy viszonyai szorosan összefonódnak, s változékonyságuk történetiségükben jelenik meg. A kritikusnak tehát a társadalomtudományi diszciplínák elkülönült szakterületei szűknek bizonyulnak, és egy nem technikai értelemben vett tudás válik elérhetővé, mely a társadalmi viszonyok mibenlétére vonatkozik. A szaktudományok tényei nem igaz vagy hamis voltukban kérdőjeleződnek meg számára, hanem a hétköznapi tények szilárdsága tűnik el. Ugyanennek a jelenségkörnek a szaktudományi vizsgálatát folytatja a tudásszociológia, amely azonban a történelem fogalmát adottnak veszi, míg a történelemfilozófia a kritika része. A történeti relativizmus és a totális relativizmus nem ugyanaz: az előbbi a tények történelmi változások általi meghatározottságait vizsgálja, az utóbbi viszont teljesen tagadja érvényességüket és végtelen reflexiót tart indokoltnak.

### Életmódkísérlet
A kollégiumi együttlakás lehetőséget teremt arra, hogy tagok olyan társas érintkezési formákat próbáljanak ki, melyek eltérnek a megszokottaktól. Az 1968-as diákmozgalmak halvány visszfényeként a házfoglalások és a kommunák direkt demokratikus örökségét kívánják továbbvinni ezek a kísérletek.

## A TEK tudományos szerepe

### Körök
A TEK-ben folyó szakmai munka alapja a fél vagy egy évig tartó kör. A kör egyfajta kooperatív tanulási forma. Itt a tanári és a tanulói szerep is eltérő a hagyományos iskolákhoz képest. A témákat a kollégisták választják, majd egy vezető tanár (körtartó) által összeállított tematika alapján, vele közösen dolgozzák fel az olvasmányokat, vitatkoznak, együtt gondolkodnak. A kör végén írásban van lehetőség a tanultak összefoglalására.
A szakmai munka gerincét a már évek óta futó tanulócsoportok (alapozókörök, műhelyek) adják: jelesül a politikai gazdaságtan, a globalizáció gazdaságtana, a frankfurti iskola, a zöld és etikai közgazdaságtan, a posztmodern társadalomtudományok, queer társadalomelmélet. A Kollégium frissen felvett tagjai az első TEK-es évükben kötelesek alapozóra járni, ahol mind az öt műhely tevékenységébe és programjába bepillantást nyernek.
A TEK-ben elsajátított ismeretek kiegészítik az egyetemi oktatás tananyagát, de a TEK-ben folyó szakmai munka célja elsősorban nem az ebben való jobb elmélyülés elősegítése, hanem például olyan új, a kollégisták által jelentősnek tartott gondolatok közvetítése, amelyek az egyetemi oktatásban kisebb súllyal szerepelnek. Mindennek a TEK-ben megszerezhető tudásnak az egyetemi, illetve tudományos életbe való visszaforgatása pedig egyelőre folyamatban van.

## Honlap
- www.tekesek.hu
- Videók a TEK előadásairól – Vimeo.com